# Agriopoma texasianum
Agriopoma texasianum is een tweekleppigensoort uit de familie van de Veneridae. De wetenschappelijke naam van de soort is voor het eerst geldig gepubliceerd in 1892 door Dall.